# Cybister buqueti
Cybister buqueti är en skalbaggsart som beskrevs av Aubé 1838. Cybister buqueti ingår i släktet Cybister och familjen dykare. Inga underarter finns listade i Catalogue of Life.